# ...And Found
"...And Found" (da. titel ...og fundet) er det 29. afsnit af tv-serien Lost. Episoden blev instrueret af Stephen Williams og skrevet af Carlton Cuse & Damon Lindelof. Det blev første gang udsendt 19. oktober 2005, og karakteren Sun-Hwa Kwon vises i afsnittets flashbacks.

## Handling
Sun er opsat på at finde sin bryllupsring, og får de andre til at hjælpe i søgen efter ringen. Mens de hjælper "Halen" med at finde mad, Michael løber væk i søgen efter Walt. Jin og Mr. Eko tager af sted for at finde Michael der vil støde ind i de andre.

## Bipersoner
- Bernard Nadler – Sam Anderson
- Cindy Chandler – Kimberley Joseph
- Jae Lee – Tony Lee
- Mr. Kim – Rain Chung
- Mrs. Lee – Tomiko Lee
- Mrs. Paik – June Kyoto Lu
- Mrs. Shin – Kim Kim
- Tai Soo – Josiah D. Lee
- Hunden Vincent – Madison